# رسم الأيقونات

لوحة السفراء هو عمل معقد لا تزال أيقوناته موضع نقاش.

يَدرس رسم الأيقونات أو دراسة الأيقونات أو الأيقنة أو دراسة المصورات بصفته فرعًا من فروع تاريخ الفن تمييز ووصف وتفسير محتويات الصور: الموضوعات المصورة، والتكوينات الخاصة، والتفاصيل التي استخدمت في القيام بذلك، والعناصر الأخرى المنفصلة عن الأسلوب الفني. (تأتي كلمة iconography من الكلمة اليونانية εἰκών («الصورة») و γράφειν («أن تكتب» أو «أن ترسم»).
هناك معنى ثانوي (اعتمد على الترجمة غير القياسية للمصطلحات المكافئة باللغتين اليونانية والروسية) وهو إنتاج أو دراسة الصور الدينية، المسماة بـ«الأيقونات»، في التقاليد المسيحية البيزنطية والأرثوذكسية (راجع الأيقونات). يوجد هذا الاستخدام، الذي يعتبره الكثيرون ببساطة غير صحيح، غالبًا في الأعمال المترجمة من لغات مثل اليونانية أو الروسية، والمصطلح الصحيح لذلك المعنى هو «تصوير الأيقونات».
في تاريخ الفن، قد يعني «علم دراسة الأيقونات» أيضًا وصفًا خاصًا لموضوعٍ ما من حيث محتوى الصورة، مثل عدد الأشخاص، وتموضعهم، وحركاتهم المعبرة (إيماءاتهم). يستخدم المصطلح أيضًا في العديد من المجالات الأكاديمية بخلاف تاريخ الفن، على سبيل المثال السيميوطيقا والدراسات الإعلامية، وفي الاستخدام العام، لمدلول (مضمون) الصور، والتصوير المطابق لصور موضوع، والحواس ذات الصلة. تُوضع فروق أحيانًا بين علم الأيقونات وعلم دراسة الأيقونات، رغم تباين التعريفات، والفرق الموضوع أيضًا. عند الإشارة إلى الأفلام، يمكن التعرف على الأنواع فورًا بدراسة أيقوناتها ومواضيعها، التي تصبح مرتبطة بنوع محدد من خلال التكرار.

## علم دراسة الأيقونات باعتباره مجالًا للدراسة

### أسس علم دراسة الأيقونات
من أوائل الكتاب الغربيين الذين أحاطوا علمًا (لاحظوا بشكل خاص) بمحتوى الصور، جورجيو فاساري، الذي يفسر كتابه راجيونمينتي، اللوحات في قصر فيتشيو بفلورنسا، مظهرًا على نحو مطمئن أن هذه الأعمال كانت صعبة الفهم حتى بالنسبة للمعاصرين المطلعين. الأقل شهرة، رغم أنه أفاد الشعراء، والرسامين، والنحاتين لأكثر من قرنين بعد نشره عام 1593، كان كتاب الشعارات (Iconologia) لسيزار ريبا. يصف جيان بيترو بيلوري، وهو كاتب سير الفنانين في القرن السابع عشر، ويحلل، ليس دائما بشكل صحيح، العديد من الأعمال. كانت دراسة ليسينغ (1796) للشخصية الكلاسيكية آمور مع الشعلة المقلوبة محاولة مبكرة لاستخدام دراسة لنوع من الصور لشرح الثقافة التي نشأت فيها (تعود إليها)، بدلاً من العكس.
نشأ علم دراسة الأيقونات باعتباره فرعًا لتاريخ الفن الأكاديمي في القرن التاسع عشر في أعمال باحثين مثل أدولف نابليون ديدرون (1806-1867)، وأنتون هينريش سبرينغر (1825-1891)، وإميل ميل (1862-1954) المتخصصين جميعًا في الفن الديني المسيحي، الذي كان محور الدراسة الرئيسي في هذه الفترة، التي برز فيها العلماء الفرنسيون بشكل خاص. إذ نظروا للوراء في المحاولات السابقة لتصنيف وتنظيم الموضوعات بشكل موسوعي مثل محاولات سيزار ريبا وآن كلود فيليب دي كايوس مع مجموعة كايل (Caylus) للآثار المصرية، والإترورية، واليونانية، والرومانية، والغالية كإرشادات لفهم الأعمال الفنية، الدينية والدنيوية على حد سواء، بطريقة أكثر علمية من النهج الجمالي المتَّبع في ذلك الوقت. مهدت هذه المساهمات المبكرة الطريق للموسوعات والأدلة الإرشادية والمنشورات الأخرى المفيدة في التعرف على مضمون الفن. ظل كتاب الفن الديني في القرن الثالث عشر في فرنسا M'le's l'Art religieux du XIIIe siècle en France (الأصل في عام 1899، مع طبعات منقحة) المترجَم إلى اللغة الإنجليزية باسم «الصورة القوطية، الفن الديني في فرنسا في القرن الثالث عشر» مطبوعًا بشكل مستمر.

### علم دراسة الأيقونات في القرن العشرين
في ألمانيا أوائل القرن العشرين، توسع آبي واربورغ (1866-1929) وأتباعه فريتز ساكسل (1890-1948)، وإروين بانوفسكي (1892–1968) في تجربة تمييز وتصنيف الأفكار الأساسية (الموتيفات) في الصور لاستخدام علم دراسة الأيقونات باعتباره وسيلة في فهم المعنى. دون بانوفسكي مقاربة مؤثرة لعلم دراسة الأيقونات في دراساته لعام 1939 في علم الأيقونات، حيث عرّفه على أنه «فرع تاريخ الفن الذي يهتم بموضوع أو معنى الأعمال الفنية، عوضًا عن الشكل»، ورغم أن تمييزه هو والباحثون الآخرون بين التعريفات الخاصة بـ «علم دراسة الأيقونات» (ببساطة، تحديد المحتوى المرئي) و«علم الأيقونات» (تحليل معنى هذا المحتوى)، لم يُقبل عمومًا، فأنه لا يزال مستخدمًا من قبل بعض الكتاب.
في الولايات المتحدة، التي هاجر إليها بانوفسكي عام 1931، واصل طلاب مثل فريدريك هارت، وماير شابيرو النهج تحت تأثيره. في مقال مؤثر من عام 1942، مقدمة عن «دراسة الأيقونات في عمارة العصور الوسطى»، قام ريتشارد كراوتهايمر، وهو متخصص في كنائس العصور الوسطى المبكرة ومهاجر ألماني آخر، بتوسيع نطاق التحليل الأيقوني ليشمل الأشكال المعمارية.
يمكن اعتبار الفترة من عام 1940 فترة بروز علم دراسة الأيقونات بشكل خاص في تاريخ الفن. فبينما لا تزال معظم المنح الدراسية لعلم دراسة الأيقونات مكثفة ومتخصصة للغاية، بدأت بعض التحليلات في جذب جمهور أوسع بكثير، على سبيل المثال نظرية بانوفسكي (التي أصبحت لا تحظى الآن بالرضا عمومًا بين المتخصصين) بأن الكتابة على الجدار الخلفي في بورترية أرنولفيني ليان فان إيك حولت اللوحة إلى وثيقة عقد زواج. كانت لوحة السفراء لهولباين موضوعًا لكتب مكتوبة للسوق العام مع نظريات جديدة حول أيقوناتها، وتتضمن كتب دان براون الأكثر مبيعًا نظريات، تخلى عنها معظم مؤرخي الفن، عن الأيقونات في أعمال ليوناردو دافنشي .
أتاح التقدم التكنولوجي تشكيل مجموعات ضخمة من الصور الفوتوغرافية، بترتيب أو فهرسة أيقونية، يجري الآن ترقيمها وإتاحتها عبر الإنترنت، بصورة محدودة غالبًا. تتضمن المجموعة الخاصة بمعهد واربرج وفهرس فن العصور الوسطى (فهرس الفن المسيحي سابقًا) في جامعة برينستون (والذي أنشأت تخصص علم دراسة الأيقونات منذ أيامها الأولى في أمريكا).
مع وصول الحوسبة، طوِّر في هولندا نظام أيقون كلاس (Iconclass)، وهو طريقة معقدة للغاية لتصنيف محتوى الصور، مع 28000 نوع تصنيف و 14000 كلمة مفتاحية، كتصنيف قياسي لإدراج المجموعات، مع فكرة تجميع قواعد بيانات ضخمة من شأنها أن تسمح باسترجاع الصور التي تحتوي على تفاصيل أو موضوعات معينة أو عناصر أخرى مشتركة. فمثلا، رمز «71H7131» في أيقون كلاس مخصص لموضوع «بثشبع (وحدها) مع خطاب داوود»، في حين أن «71» لكامل «العهد القديم » و«71H» ل«قصة داوود(دايفيد)». صُنفت بعض المجموعات من أنواع مختلفة باستخدام أيقون كلاس، لاسيما أنواع عديدة من مطبوعات أعمال الأساتذة القدماء، ومجموعات معرض الصور (Gemäldegalerie)، برلين وفهرس ماربيرغر الألماني. وهذه المجموعات متوفرة، عادةً عبر الإنترنت أو على قرص رقمي (دي في دي). قد يستخدم النظام خارج تاريخ الفن الخالص، على سبيل المثال في مواقع مثل فليكر.
تستخدم جميع الأديان الرئيسية الصور الدينية إلى حد ما، بما في ذلك الديانات الهندية والإبراهيمية، وغالبًا ما تحتوي على أيقونات (أيقنة) معقدة للغاية، والتي تعكس قرونًا من التقاليد المتراكمة. استندت الأيقونات الغربية العلمانية لاحقًا إلى هذه الثيمات.